# Гиссенланден
Гиссенланден (нидерл. Giessenlanden) — бывшая община в провинции Южная Голландия (Нидерланды).

## Состав
В общину входили деревни Аркел, Гиссен-Аудекерк, Гиссенбюрг, Хогблокланд, Хорнар, Норделос и Схеллёйнен.